# Nommern
Nommern (luxemburguès Noumer) és una comuna i vila a l'est de Luxemburg, que forma part del cantó de Mersch. Comprèn les viles de Nommern, Cruchten i Schrondweiler. Limita amb les comunes de Larochette, Fischbach, Mersch, Colmar-Berg, Ermsdorf, Medernach i Schieren.

## Població
| Nacionalitat   | Població | %      |
| -------------- | -------- | ------ |
| luxemburguesos | 772      | 80,92% |
| Forasters      | 182      | 19,08% |
| - portuguesos  | 67       | 7,02%  |
| - francesos    | 18       | 1,89%  |
| - italians     | 10       | 1,05%  |
| - belgues      | 23       | 2,41%  |
| - alemanys     | 16       | 1,68%  |
| - iugoslaus    | 4        | 0,42%  |
| - altres       | 44       | 4,61%  |

## Evolució demogràfica
| Any        | Població |
| ---------- | -------- |
| 15/02/2001 | 954      |
| 01/01/2002 | 997      |
| 01/01/2003 | 1.003    |
| 01/01/2004 | 996      |
| 01/01/2005 | 995      |